# 陳烜奎
陳烜奎（？—？），字子羽，號俶闇，福建泉州府南安縣洪梅人。明朝政治人物。

## 生平
万历四十三年（1615年）乙卯科福建乡试举人，四十七年（1619年）己未科進士，通政司觀政，初任桐城县知县，天啓二年调泰兴县，五年考察，降调河南按察司照磨，六年改青州府推官，崇祯元年升刑部主事，奉敕到广东恤刑，写有《恤狱疏》，剀切备至。五年转员外，历郎中，崇祯六年（1633年）升广东肇庆府知府，八年京察去職。洁己率属，赋法一清。谢政归，肇人祠之。烜奎素性坦荡，与人乐易。居家以名园胜景自娱，日与知旧谈论农事，足不履市，卒祀乡贤。

## 家族
曾祖陳昆。祖父陳學潛，國子生。父陳何。